# Peter Lambert
Peter Lambert er en dansk skuespiller.

## Filmografi
- Blinkende lygter (2000)
- Min søsters børn (2001)
- En kort, en lang (2001)
- Hvor svært kan det være (tv-serie, 2001)
- Humørkort-stativ-sælgerens søn (2002)
- De grønne slagtere (2003)
- En som Hodder (2003)
- Lad de små børn... (2004)
- Adams æbler (2005)
- Anja og Viktor - i medgang og modgang (2008)